# 圣经与同性恋
以下是希伯来圣经和新約中詮釋為有關同性性行為和關係的段落。

## 希伯来圣经中的记述

### 利未记 18 和 20
利未记的第十八章和第二十章中的内容组成了圣洁法典的一部分，同时也提出了部分圣经不认可的性交方式，这些内容有：
- “不可与男人苟合，像与女人一样，这本是可憎恶的。”出自和合本利未记第十八章第二十二節[1]

- “人若与男人苟合，像与女人一样，他们二人行了可憎的事，总要把他们治死，罪要归到他们身上。”出自和合本利未记第二十章第十三節[2]

这两句来自圣经的选段歷史上被犹太教和基督教詮釋為禁止信徒有同性性行为的禁令。比較当代的解说，認為這段落應放在利未祭司聖潔條例的脈絡中來理解，是要令以色列人的行為與信奉多神教的迦南人區隔。

### 索多玛和蛾摩拉
在索多玛和蛾摩拉的故事中，同性間的性行為從未被创世纪明文表述为招致耶和華毀城的原因，有些詮釋者指出索多玛的故事以及士师记的第十九章都是意在谴责对客人的强奸行为，并非指同性性行為。但在歷史上也有犹太教和基督教的解釋者，以該城民众们想要强奸来前来救出罗得的两位天使，而歸咎於是同性戀导致索多玛的灭亡。
而对于犹太教的先知们而言，他们认为索多玛的罪孽仅仅是因为他们缺乏怜悯之心，不过在后世的发展中，“索多玛”仍成为了英文之中用于表述鸡奸和泛非生殖性行为代名词。
雖然犹太教的先知们，诸如以赛亚、耶利米、阿摩司以及西番雅，未明示索多玛之罪為何；以西结明确的指出索多玛的陷落是由於社会不公，沒有對困苦和窮乏的人伸出援手。
同样的，在公元370年至公元500年之间，塔木德也曾将索多玛所犯的罪恶定义为是对怜悯之心的缺乏，其试图强奸天使的行为认作是缺乏待客之道的体现。类似的观点在马太福音的第十章中也有提到，在第十四行和十五行中，耶稣曾说那些「不曾欢迎过他及他门徒」的城镇必会遭受比索多玛和蛾摩拉更严厉的惩罚。
另一方面，在之后的各类传说中，如十二族长遗训，则将索多玛的罪恶表述为是由於男女之間不貞潔的性行为。在猶大書第一章第七行中有“随从逆性的情欲，就受永火的刑罚，作为鉴戒”来描述索多玛和蛾摩拉的民众意欲性侵天使的罪。直到犹太人作家斐洛（卒：前50年）和约瑟夫斯（公元37-100年）才首次明确把索多玛之罪歸責於同性性行為。由於這樣的緣故，到公元一世纪末的时候，犹太人们普遍把索多玛之罪聯繫到同性性行為上。

### 撒母耳记和路得记的相关记载
在撒母耳记中有记载到大卫和约拿单的友情，不管是传统或是主流的基督教观点都更倾向于认为他们的友情不过只是兄弟之爱，不过也有部分的人认为这是人类性行为的自然天性。
在撒母耳记上第十八章第一行中便有如下的相关记载：
- 大卫对扫罗说完了话，约拿单的心与大卫的心深相契合。约拿单爱大卫，如同爱自己的性命。[14]

另一段相关的文段在撒母耳记下第一章第二十六行中也有提及：
- 我兄约拿单哪，我为你悲伤。我甚喜悦你。你向我发的爱情奇妙非常，过于妇女的爱情。[15]

在路得记之中，路得和拿俄米的故事曾被猶太教女性主義拉比Rebecca Alpert认作是一对女同性恋行为的体现。

## 新约中的记述

### 罗马书 1：26
|  | 因此，神任憑他們放縱可羞恥的情慾。他們的女人把順性的用處變為逆性的用處； 男人也是如此，棄了女人順性的用處，慾火攻心，彼此貪戀，男和男行可羞恥的事，就在自己身上受這妄為當得的報應。 |

罗马书第一章第二十六段的记述被一些基督教派们解释为是对所有形式同性性行为的禁止，而二十世纪和二十一世纪有些聖經研究者有了不同的声音。他们反對这段记述是对同性性行为概括式的責難，而主張这应是针对异性恋性傾向之人跑去和同性交媾的禁止。或認為保罗的責難，是出自於當時性別歧視文化的緣故，或不瞭解同性戀的性傾向性質。这些解释的支持者佔少數。有些學者相信這段落非出自保羅的原稿，而是後人附加到保羅書信裡。

### 圣经中的其他相关文段
圣保罗在哥林多前书第六章第九行中亦有提及相关的内容。
对于如何正确的翻译多林哥前书中“arsenokoitai”一词，学者们有着旷日持久的讨论。这个源于古希臘語“ἀρσενοκοῖται”的词汇本义为表述“男性和男性之间的性行为”，而在不同的圣经译本之中我们也能看到措辞的差异，比如詹姆士王译本中更偏向于理解为“对男性性征的滥用”，而在杨氏直译本和新国际版圣经中则被翻译得更为直接，如杨氏直译本中直接选择了“鸡奸”一词，而新国际版中则是“和男性发生性关系的男性”。在中文译本之中并没有过多的体现出差异，不过也都表示出了对“男色的亲近”之意。在古希腊语原词“ἀρσενοκοῖται”中，“ἄῤῥην / ἄρσην [arrhēn / arsēn]”用来表示“男性”，而“κοίτην [koitēn]”则是指代“床笫之间”。圣保罗对在哥林多前书中这个词汇引用的确是前无古人，而其他引用也仅在提摩太前书第一章中能够找到后例，不过这两本福音有可能是由同一人撰写的。在提摩太前书第一章第八行至第九行中，圣保罗提及了“malakoi”和“arsenokoitai”两个源于希腊语的词汇。“Malakoi”在古希腊语中较为常见，用于表示“可触摸或不可触摸的柔软质感”，不过也有很多义项与“被奸者”相关，而在福音书之外，这个词也更多的用来描述人的行为。美国的基恩·罗宾逊主教曾提到说，早期的教会似乎更倾向于将这个词汇理解为是一种“软弱”的个性，在后世的发展中，也被理解为“自慰"或是“以性虐己”的人，不过归根到底，这个词汇最基础的含义不过就是“柔软”而已。
也有很多学者认为当圣保罗在利未记的第十八章和第二十章中对“ἀρσενοκοῖται”一词的引用有可能仅仅是他的自创，而后世的人则误解性的将其同同性的交媾联系在了一起。耶鲁大学的John Boswell教授认为对于圣保罗以及他的早起读者而言，这个词汇与同性恋并无关系。在之后的基督教文献中，雅里斯底德也明确表现出这次词汇不是指“同性恋”，而可能是关于“招妓”；优西比乌也有理有据的将这个词汇同女性联系起来。持同样说法的还有君士坦丁堡普世牧首若望四世，在一段关于处置不当性行为的文段之中，他曾说，“某些男性甚至也有对自己妻子实施不当性爱的罪恶”，此处他用于表达“不正当性爱行为”的词汇正是“arsenokoitia”。尽管这个词汇中有很大部分的义项是表示“和男性的性行为”，但是在若望四世的引用中，他更多的是用来表达“肛交”，而非广义的同性恋之间的性行为。不过，纽约大学的David F. Greenberg教授曾直接的驳斥过John Boswell的观点，他认为雅里斯底德和优西比乌，甚至包括西比拉神谕中对于“arsenokoitia”一词的引用正是意在指向“同性恋”。一份来自于英格兰圣公宗主教的讨论文献也提到，大部分的学者仍然认为“arsenokoitia”的含义是直接和“同性恋”相关的。若望四世在另外一份文献中提到用更短、更严苛的苦修来代替之前长期的苦修从而消除一些罪恶，如在第九条教规中所提及的“同另外一个男性发生为期八十天的性交”。不过对于这种“性交”的解释在另一东正教著作the Pedalion中则是“相互自慰”，在第八条教规中还认为若是“独自自慰”则应加倍苦修的惩罚，并且还需再加上三年的严斋，或者配合巴西流的早期教规。在此相关的词汇中，“ἀρρενομανήσαντα”一词被解释为“对与另一男性交媾的强烈渴望”，而“ἀρσενοκοίτην”则被解释为“男性之间的性关系”。根据同一份文献中的第十九条教规，幼年曾遭受过肛交的儿童将不会被授予神职，不过如果精液只是在其大腿间射出则仍会被接纳。作为希腊东正教会最广泛接纳的教规合集，综上所述的内容都囊括在the Pedalion之中，东正教教育会在1957年刊布的英文译本中也表明了这本合集是东正教的精神之舵。
一些学者也认为这个词汇可能并非直指同性恋的定义，但是也都表示这是指代的一种，而不是对于一个特定行为的定义。
另外的一些学者则认为“arsenokoitai”和“malakoi”都表达了“软弱”、“女气”以及“实施鸡奸”的义项。

### 耶稣关于婚姻的讨论
马太福音第十九章第三行，耶稣基督也曾被询问过一个男性是否可以和他的妻子离婚的话题。
耶穌回答說：「那起初造人的，是『造男造女』， 5 並且說：『因此，人要離開父母，與妻子聯合，二人成為一體。』這經你們沒有念過嗎？ 6 既然如此，夫妻不再是兩個人，乃是一體的了。所以神配合的，人不可分開。」。
新约研究学者Rob Gagnon主張耶稣对于创世纪的引用表明他假定“婚姻需要两个不同的性别”。
Justin R. Cannon指出該段落是在指涉離婚議題而非婚姻的要件。此外耶穌本人就離開他父母，但非出自於與經文同樣的理由。

### 马太福音 8和路加福音 7
在马太福音第八章和路加福音的第七章中，耶稣拯救了一名将死的百夫长仆人。根据James Neill的解释，古希腊语中的“pais”（中文可表意作“孩子、儿子”）在马太的记述中有着明显的对于“性”的引申义。为了支撑自己的观点，James Neill表示在英文中用于构成“古希臘少年愛”（ped-erasty）的词根正是“pais”、“paid”和另一个用于表示爱的词汇-“erasthai”(to love) 。他认为在路加的记述中，这个仆人在百夫长的眼中被描述的极其重要，而路加可能想要表达出这个仆人是百夫长的男寵才使用了“doulos”（奴隶）一词。天主教司铎Daniel A. Helminiak提到“pais”一词在某些时候确有性爱含义的指代。 Donald Wold也曾指出这个词汇的一般义项有“男孩”、“小孩”或“奴隶”，不过在古希腊文-英文标准词典中也有注解这个词汇包含着对“男性爱人”的指代。词典中的具体描述有，有血缘关系的男孩或女孩，有着年龄差异的男孩或女孩，以及男性或女性的奴隶或是仆人。芝加哥洛约拉大学教授Wendy Cotter在对于两本福音书的研究中表明对于“pais”的引用的确有着对百夫长和其仆人间性关系的引申。而James Neill也曾发现法语词汇中的“garçon”和古希腊词“pais”有着类似的演变，“garçon”的多數時候意指“男孩”，有時則指“服务生”。
同样的，在路加福音第七章和约翰福音第四章中也有类似于马太的记述，不过细究细节仍有很大的不同。圣公宗学者Craig A. Evans表明马太所言的“pais”极有可能来源于同一个现代假设-Q来源，而马太福音和路加福音都有可能使用过Q来源。在此情况下，既然“pais”即可以表示“孩子”也可以表示“奴隶”，那最终体现在路加福音中的则成为了“doulos”，意为“奴隶”，而在约翰福音中则为“huios”，意为“孩子”。福音书的作者们也承认在约翰福音的第四章第四十六行至第五十三行中将马太所言的“pais”译作是“小孩”或者“男孩”，不过拒绝认可这个义项的作家们则自然将其理解为是“仆人”或“奴隶”。
美国学者Theodore W. Jennings Jr.和范德堡大学Tat-Siong Benny Liew博士曾撰文指出马太所言的仆人应当是百夫长的男宠，根据他们对罗马社会中主仆关系和军队中同性关系的研究从而确定了这个观点，并且他们认为百夫长之所以不希望耶稣进入到这个男孩的房间，正是因为他担心男孩会对耶稣产生迷恋。南非金山大学学者D.B. Saddington也表示并不排除这种可能性，但是他并不认为两位美国学者的研究能够实际的站住脚。澳大利亚教授Stephen Voorwinde认为他们的论调在学术界已经得到驳斥，而且Wendy Cotter还认为他们的论点忽略了犹太教会对于古希臘少年愛的看法。在其他的一些解说中，也有认为这个男孩并非是一名男宠，也并没有如路加福音中所体现的于百夫长的重要意义。

### 马太福音 19：12
在马太福音的第十九章第十二行中，耶稣曾提到一段对阉人的叙述。耶稣认为生而为阉人的人更多有着对同性恋色彩的影射，克莱曼特在自己的著作Stromata中也提到，灵知派导师巴西利德曾说一些男性从出生起便抗拒女性，并且不应该婚娶。耶稣会司铎John J. McNeill认为这种生而为“阉人”的人便是我们在圣经中能够找到与当今“同性恋”一词最为接近的描述了。

### 使徒行传 8
在使徒行传第八章中曾提及一个来自埃塞俄比亚的阉人信徒，他也被描述成早期的同性恋基督徒。毕竟在圣经中，“阉人”一词并不总是真的指那些的确缺失男性生殖器的人，就像在马太福音第十九章十二行的运用一样。宗教学者们认为只有当“阉人”一词同宫廷的背景联系起来时才会被认作是实际意义上的阉人，当然根据申命记第二十三章第一行，这种“宦官”性的人物是会被教会所驱逐的。

## 腳註
1. ↑  《利未記》第18章第22节参
2. ↑  《利未記》第20章第13节参
3. ↑  Jeffrey S. Siker. . Greenwood Publishing Group. 2007: 67–. ISBN 978-0-313-33088-9.
4. 1 2  Powell, Mark Allan. . HarperCollins. 2011  [2014-03-11]. ISBN 978-0-06-207859-9 –Google Books.
5. ↑  Crompton, Louis (2006).
6. ↑  "Merriam-Webster Online Dictionary" （页面存档备份，存于）.
7. ↑  J. A. Loader. . Peeters Publishers. January 1990: 111–  [2016-02-09]. ISBN 978-90-242-5333-3. （原始内容存档于2017-03-13）.
8. ↑  Matthew 10:14–15
9. ↑  . Tools.wmflabs.org.   [2016-10-30].
10. ↑  David F. Greenberg. . University of Chicago Press. 15 August 1990: 201–. ISBN 978-0-226-30628-5.
11. ↑  J. Harold Ellens. . Greenwood Publishing Group. 2006: 117–. ISBN 978-0-275-98767-1.
12. ↑  David M Halperin. . Routledge. 26 July 2012. ISBN 978-1-136-60877-3.
13. ↑  Boswell, John.
14. ↑  1 Samuel 18:1 （页面存档备份，存于）, King James version.
15. ↑  2 Samuel 1:26 （页面存档备份，存于）, King James version.
16. ↑  Tremper Longman III; Peter Enns. . InterVarsity Press. 6 June 2008: 699–. ISBN 978-0-8308-1783-2.
17. ↑  Rachel Havrelock. . University of Chicago Press. 27 October 2011: 61–  [2016-02-09]. ISBN 978-0-226-31959-9. （原始内容存档于2017-03-13）.
18. ↑  Romans 1:26–27
19. ↑  Mark Hertzog. . NYU Press. 1996: 58  [2016-10-30]. ISBN 0-8147-3530-4. （原始内容存档于2017-03-13）.
20. 1 2  Kruse, Colin. . Wm. B. Eerdmans Publishing Co. 2012: 111  [2016-10-30]. （原始内容存档于2017-03-13）.
21. ↑  Percy Neale Harrison, Paulines and Pastorals (London: Villiers Publications, 1964), 80-85; Robert Martyr Hawkins, The Recovery of the Historical Paul (Nashville, TN: Vanderbilt University Press, 1943), 79-86; Alfred Firmin Loisy, The Origins of the New Testament (New Hyde Park, NY: University Books, 1962), 250; ibid., The Birth of the Christian Religion (New Hyde Park, NY: University Books, 1962), 363 n.21; Winsome Munro, Authority in Paul and Peter: The Identification of a Pastoral Stratum in the Pauline Corpus and 1 Peter, SNTSMS 45 (Cambridge: Cambridge University Press, 1983), 113; John C. O'Neill, Paul's Letter to the Romans (Harmondsworth: Penguin Books, 1975), 40-56; William O. Walker, Jr., "Romans 1.18-2.29: A Non-Pauline Interpolation?" New Testament Studies 45, no. 4 (1999): 533-52.
22. ↑  "Henry George Liddell, Robert Scott, ''A Greek-English Lexicon'', entry μαλακός" （页面存档备份，存于）.
23. ↑  Robinson 2012
24. ↑  Justin R. Cannon.  (PDF). 2012  [2019-04-29]. （原始内容存档 (PDF)于2018-10-09）.

## 延伸閱讀
- 基督徒面對同性戀問題張逸萍（页面存档备份，存于）
- 義顯之聲 第43期 "同志神學"之回應─ 再思聖經對同性戀之教導 劉漢杰（页面存档备份，存于）
- Amsel, Nachum. Homosexuality in Orthodox Judaism.
- Brooten, Bernadette. 1998 Love Between Women: Early Christian Responses to Female Homoeroticism University of Chicago Press. ISBN 0-226-07592-3
- Brown, Driver, Briggs and Gesenius. Hebrew Lexicon entry for Dabaq（页面存档备份，存于）. The Old Testament Hebrew Lexicon.
- Brunson, Hal. 2007 Lesbos, Narcissus, and Paulos: Homosexual Myth and Christian Truth. ISBN 0-595-40596-7
- Dover, Kenneth (1978). Greek Homosexuality. Harvard University Press. ISBN 0-674-36270-5.
- Durns, John Barclay (2002). "Lot’s Wife Looked Back" (PDF) 4. Journal of Religion and Society: 1–16.
- Crompton, Louis, et al. 2003 Homosexuality and Civilization. The Belknap Press of Harvard University Press ISBN 0-674-01197-X
- Elliott, John H. 2004 "No kingdom of God for softies? or, what was Paul really saying? 1 Corinthians 6:9–10 in context（页面存档备份，存于）'" Biblical Theology Bulletin, Spring 2004.
- Gagnon, Robert A. J. 2001 The Bible and Homosexual Practice. Abingdon Press. ISBN 0-687-08413-X
- Greenberg, David 1988 The construction of homosexuality. University of Chicago Press. ISBN 0-226-30628-3
- Halsall, Paul. Homosexuality and Catholicism: A Partially Annotated Bibliography（页面存档备份，存于）
- Helminiak, Daniel 2000 What the Bible really says about homosexuality. Alamo Square Press. ISBN 1-886360-09-X
- Horner, Tom. 1978 Jonathan Loved David. Westminster Press. ISBN 0-664-24185-9
- House of Bishops 1991 Issues in Human Sexuality. Church of England. ISBN 0-7151-3745-X
- Jennings, Theodore 2003 The Man Jesus Loved: Homoerotic Narratives From the New Testament. Pilgrim Press. ISBN 0-8298-1535-X
- Johns, Loren 2004 "Homosexuality and the Bible: A Case Study in the Use of the Bible <g class="gr_ gr_69 gr-alert gr_gramm undefined Grammar multiReplace" id="69" data-gr-id="69">for</g> Ethics" Associated Mennonite Biblical Seminary.
- Koch, Timothy R 2001 "Cruising as methodology: homoeroticism and the scriptures", in Queer Commentary and the Hebrew Bible, Ken Stone, ed. Pilgrim Press. ISBN 0-8298-1447-7
- Martin, Dale. 1996 "Arsenokoites and <g class="gr_ gr_75 gr-alert gr_spell undefined ContextualSpelling ins-del multiReplace" id="75" data-gr-id="75">malakos</g>: Meanings and Consequences", pp. 117–136. in Biblical Ethics and Homosexuality. Robert Brawley, ed. Westminster Press ISBN 0-664-25638-4.
- McNeill, J. J. 1993 The Church and the Homosexual. Beacon Press. (4th <g class="gr_ gr_76 gr-alert gr_spell undefined ContextualSpelling ins-del multiReplace" id="76" data-gr-id="76">edn</g>.). ISBN 0-8070-7931-6
- Nissinen, Martti. 1998 Homoeroticism in the Biblical World: A Historical Perspective. Augsburg Fortress Publishers. ISBN 0-8006-2985-X
- Ostling, R. N. 2003 Book claims Jesus had homosexual relationship（页面存档备份，存于） Chicago Sun-Times 29 May 2003.
- Robinson, B. A. 1996–2005 What the Bible says about homosexuality（页面存档备份，存于）. Ontario Consultants on Religious Tolerance.
- Satlow, Michael 1995 Tasting the Dish: Rabbinic Rhetorics of Sexuality. Scholars Press. ISBN 0-7885-0159-3
- Townsley, Jeramy 2003 All known references to arsenokoit*
- Walsh, Jerome T. 2001 “Leviticus 18:22 and 20:13: Who Is Doing What To Whom?” Journal of Biblical Literature 120/2, p. 201–209.
- Williams, Rowan 2002 ’The Body’s Grace’, in Eugene F. Rogers (ed.), Theology and Sexuality: Classic and Contemporary Readings, Blackwell. ISBN 0-631-21277-9